# Le Carrosse aux deux lézards verts
Le Carrosse aux deux lézards verts est un roman français de René Boylesve, paru en 1920.
Ce conte de fées moderne dénonce certains aspects de la société du début du XXe siècle où la technologie et le modernisme prennent, aux yeux de l'auteur, une importance exagérée.

## Résumé
Après avoir expliqué pourquoi il préfère, en littérature, le rêve au réalisme, Boylesve s'efface derrière le sujet de son livre, un conte de fée moderne.
Un bûcheron et sa femme se rendent au baptême de leurs jumelles Gillette et Gillonne quand ils secourent dans la forêt une vieille femme qui leur dit être la fée Malice et leur annonce que leur bonne action sera récompensée. Peu après, le bûcheron voit passer un carrosse tiré par deux lézards verts géants. La voiture a pour passagères deux sœurs qui retournent à leur domicile, deux pavillons proches de la maison du bûcheron mais qu'il n'avait jusqu'alors jamais remarqués. Les deux sœurs prennent en charge l'éducation des jumelles, un enfant pour chacune d'elles et il apparaît rapidement aux parents, inquiets, que les deux enfants sont élevés de manière diamétralement opposée, Gillette dans une vision positive voire insouciante du monde, Gillonne dans une approche pessimiste mais peut-être plus réfléchie.
Les deux enfants et leurs préceptrices disparaissent un jour mais leurs parents reçoivent des lettres de leur part et il leur faut trouver quelqu'un pour les leur lire. Un moine, menacé d'un procès en sorcellerie, s'en charge : les enfants voyagent dans des pays que leur éducation leur fait décrire de manière très différente. En raison de tous ces événements, les parents doivent faire face au doute, puis à l'hostilité de leurs voisins ; ils ne tardent pas à être condamnés au bûcher pour sorcellerie et ne doivent leur salut qu'à l'intervention du moine, entre-temps rentré en grâce.
Gillonne revient à ce moment, sa sœur étant morte accidentellement. Les deux gouvernantes disparaissent comme par enchantement. Gillonne raconte à ses parents ses voyages et sa découverte du bonheur, dans l'unique pays où les habitants restent fidèles aux traditions ancestrales, refusant les progrès scientifiques et continuant à discuter et donc, à réfléchir.
Gillonne épouse le fils d'un notable local et part pour un long voyage de noces, dans un carrosse tiré par deux lézards verts géants.

## Personnages principaux
- Gilles, bûcheron ;
- sa femme ;
- Gillette et Gillonne, leurs deux enfants ;
- madame « Je-ne-sais-qui ! » et madame « Ah !-qui-est-elle ! », les gouvernantes.

## Analyse de l'œuvre
Par le biais d'un conte de fées en forme de voyage initiatique, ce roman stigmatise certains aspects de la société moderne, comme le recours à la technologie à des fins destructrices. Gonzague Truc, à qui Boylesve a dédié son roman, écrit que l'auteur y montre son désenchantement vis-à-vis du monde dans lequel il vit, qui dissimule sa barbarie derrière le progrès. René Boylesve semble avoir été influencé en cela par son vécu de la Première Guerre mondiale.

## Éditions
- Le Carrosse aux deux lézards verts, Paris, Calmann-Lévy, 1920, 190 p. (édition originale).
- Le Carrosse aux deux lézards verts  (ill. Georges Barbier), Paris, La Guirlande, 1921, feuilles sous couverture rempliée (édition limitée illustrée).

## Pour en savoir plus